# Architettura rivoluzionaria

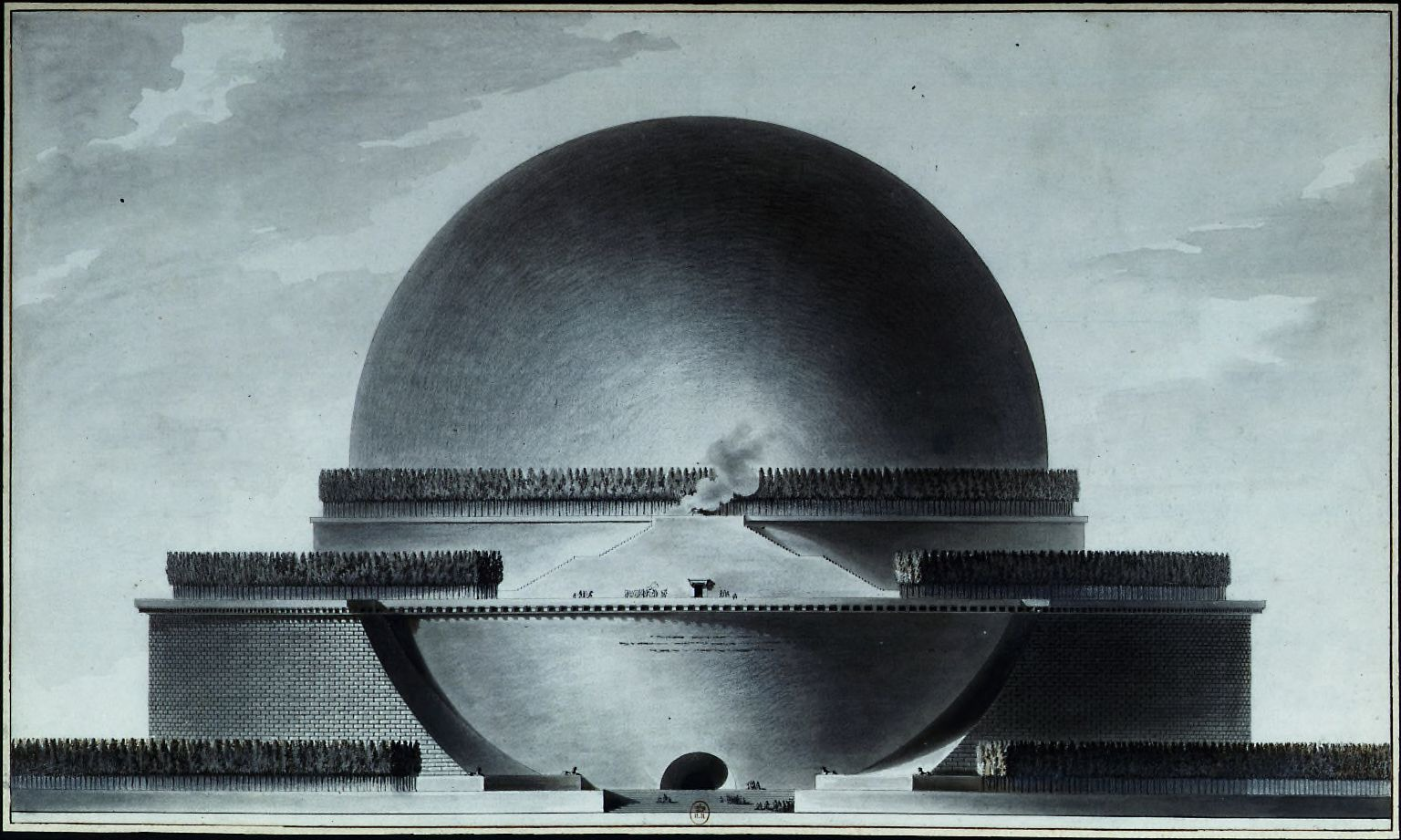
Étienne-Louis Boullée, cenotafio di Newton

Per architettura rivoluzionaria si intende quella fase del Neoclassicismo che, alla vigilia della Rivoluzione francese e con l'affermarsi dell'esigenza morale di una nuova società, si caratterizzò, sul piano formale, per l'alterazione del repertorio dell'antichità classica, assumendo, nel contempo, un'intensa valenza etica ed evocativa, con forti slanci utopici, simbolici e visionari.

## L'architettura della Rivoluzione in Francia

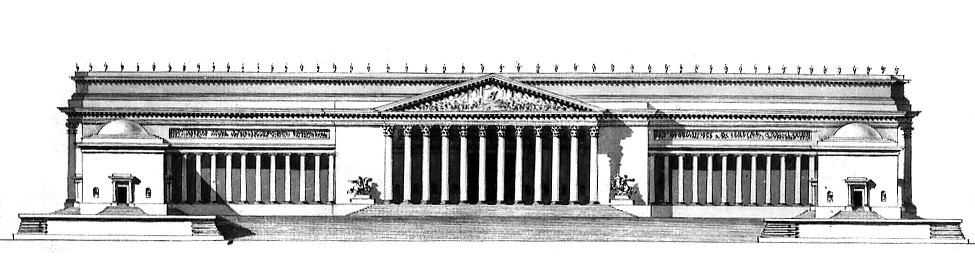
Jacques-Pierre de Gisors, progetto per un museo d'arte, 1779

Nella prima metà del XVIII secolo, i progetti presentati all'Accademia di San Luca di Roma riflettevano la ricerca di una grandiosità di scala e la predilezione per le forme geometriche elementari.
I concorsi annuali indetti dall'Accademia romana costituivano un aspetto molto importante per la produzione architettonica dell'epoca, andando ad assolvere il compito di delineare le nuove tendenze dell'architettura internazionale.
Intorno al 1750, le vedute magniloquenti divennero una costante anche nella produzione accademica francese. Molti architetti, come Jacques-Pierre de Gisors, Pierre-Jules Delespine, Antoine Vaudoyer e Jean-Nicolas-Louis Durand, esemplificano la grandiosità visionaria dell'architettura francese del tardo Settecento.
In questo contesto, i più influenti furono Étienne-Louis Boullée e Claude-Nicolas Ledoux.
Questi due architetti hanno dato l'avvio alla definizione di "architetti visionari" o "architetti rivoluzionari", cioè interpreti dei mutamenti connessi alla Rivoluzione francese, malgrado essi non abbiano avuto a che fare, sul piano biografico, direttamente con la Rivoluzione.

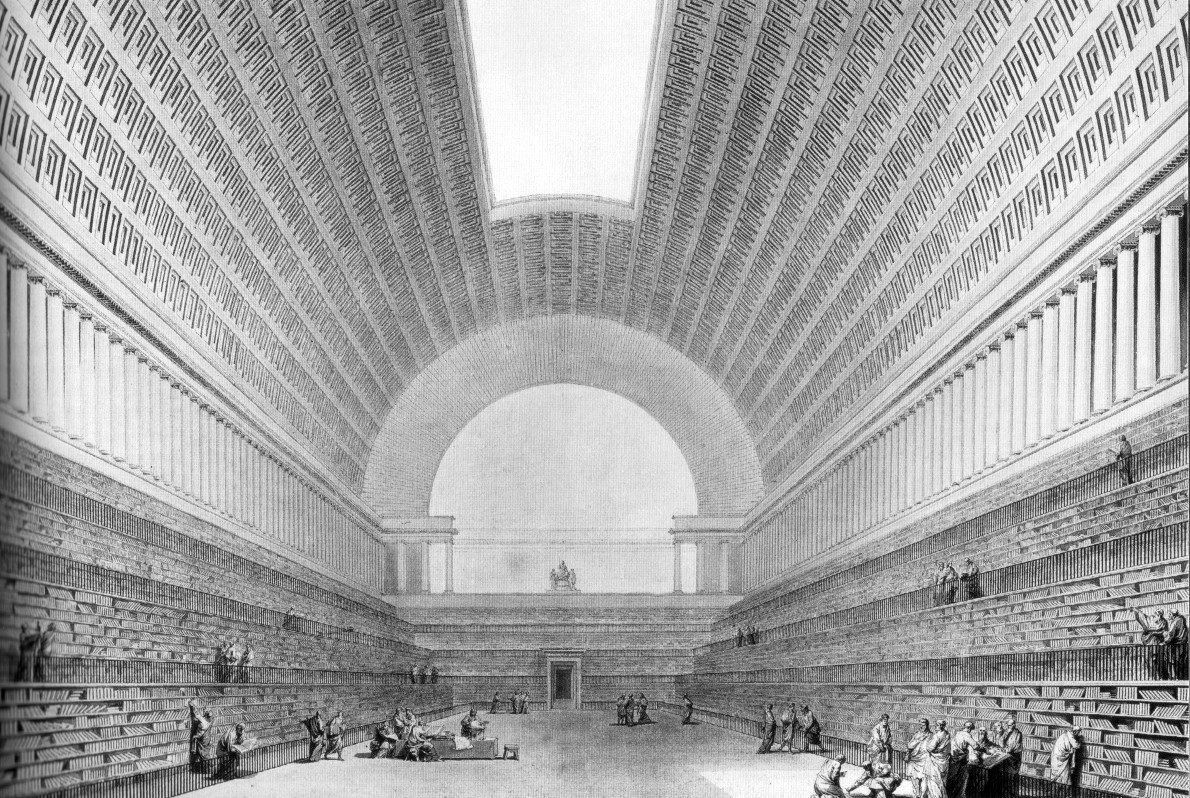
Etienne Louis-Boullée, progetto per una biblioteca

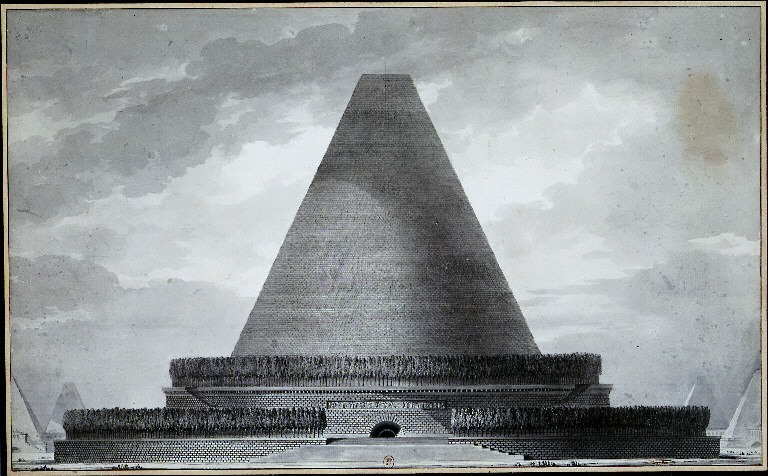
Etienne Louis-Boullée, progetto per un cenotafio

Il punto di svolta dell'architettura di Boullée fu il progetto per il completamento dell'Hotel Brunoy, risalente al 1779 e caratterizzato da forme solenni e pretenziose. Nel 1780 presentò una serie di disegni per la riedificazione della reggia di Versailles, che lasciano ancora presagire le aspirazioni visionarie dell'architetto.
Nel 1781 si dedicò al progetto di un teatro per la place du Carrousel, caratterizzato da un vasto colonnato circolare sormontato da una cupola ribassata.
I successivi disegni per la nuova chiesa che doveva sorgere, secondo l'architetto, sulle fondazioni della ancora incompleta Madeleine di Pierre Contant d'Ivry, mostrano un edificio grandioso, con volte infinite e oltre tremila colonne.
Proporzioni colossali, assolutamente oltre i limiti delle risorse del tempo, si registrano anche nei progetti per un museo e per una biblioteca, dove le esigenze funzionali sembrano non aver più alcuna rilevanza.
In altre parole, Boullée aveva deciso di trattare l'architettura esclusivamente come una rappresentazione pittorica; una rappresentazione spesso oscura e intrisa di riferimenti esoterici.
Una sintesi degli ideali di Boullée si ritrova nel cenotafio di Newton, una grande sfera vuota che richiama la vastità dell'universo, evocando sensazioni cosmiche.
La sfera diventa l'immagine della perfezione: semplice, simmetrica e capace di offrire suggestivi effetti di luci ed ombre.
Dopo la Rivoluzione francese i suoi progetti perdono ogni minimo riferimento alla realtà: edifici pubblici sempre più vasti, archi di trionfo, fari e tombe a forma di piramide, caratterizzano l'ultima fase della produzione di Boullée.
Le fantasie di Boullée furono influenzate dall'opera di Jean-Jacques Rousseau, ma il fattore che cambiò il modo di pensare l'architettura fu l'introduzione, in Francia, del giardino romantico inglese.
A partire dal 1770 questa tipologia trovò un'intensa fortuna in tutto il paese; lo stesso Boullée, che probabilmente si era cimentato con questo tipo di realizzazione già nel 1765, si occupò di un giardino a Issy-les-Moulineaux.
Accanto a giardini più frivoli, di gusto anglosassone, molti altri furono creati con fini più nobili, di carattere morale, come quello di Ermenonville, opera di René-Louis de Girardin, che fu frequentato persino da Rousseau.
La connessione tra le idee di Boullée e quelle dei teorici del giardino paesaggistico sono numerose: il grande teatro di place du Carrousel appare come una rilettura, in scala gigante, del Temple de l'Amour di Versailles (1777-1778), mentre il cenotafio di Newton sembra ricollegarsi ad alcuni gazebi e padiglioni descritti da William Chambers nel volume Dissertation on oriental garden.

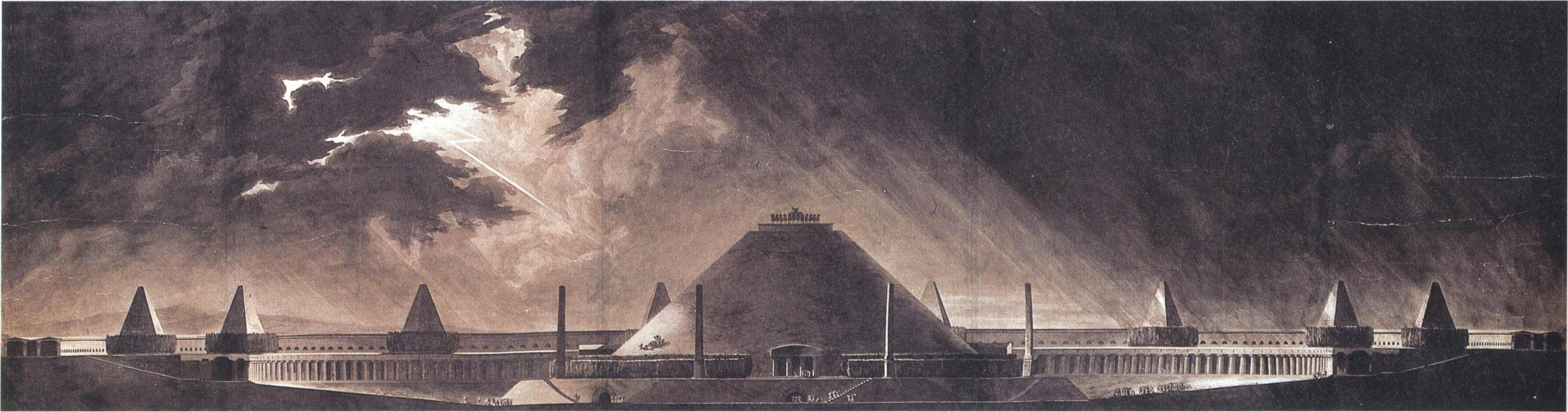
Pierre-François-Léonard Fontaine, monumento sepolcrale per i sovrani di un grande impero, 1785

Diversi architetti subirono l'influenza dei teorici del pittoresco e di Boullée; Antoine Vaudoyer disegnerà la sua Casa di un Cosmopolita nel 1785, un anno dopo la presentazione del progetto per il cenotafio di Newton; nello stesso anno, Pierre-François-Léonard Fontaine pubblicherà il disegno per un faraonico monumento sepolcrale per i sovrani di un grande impero.

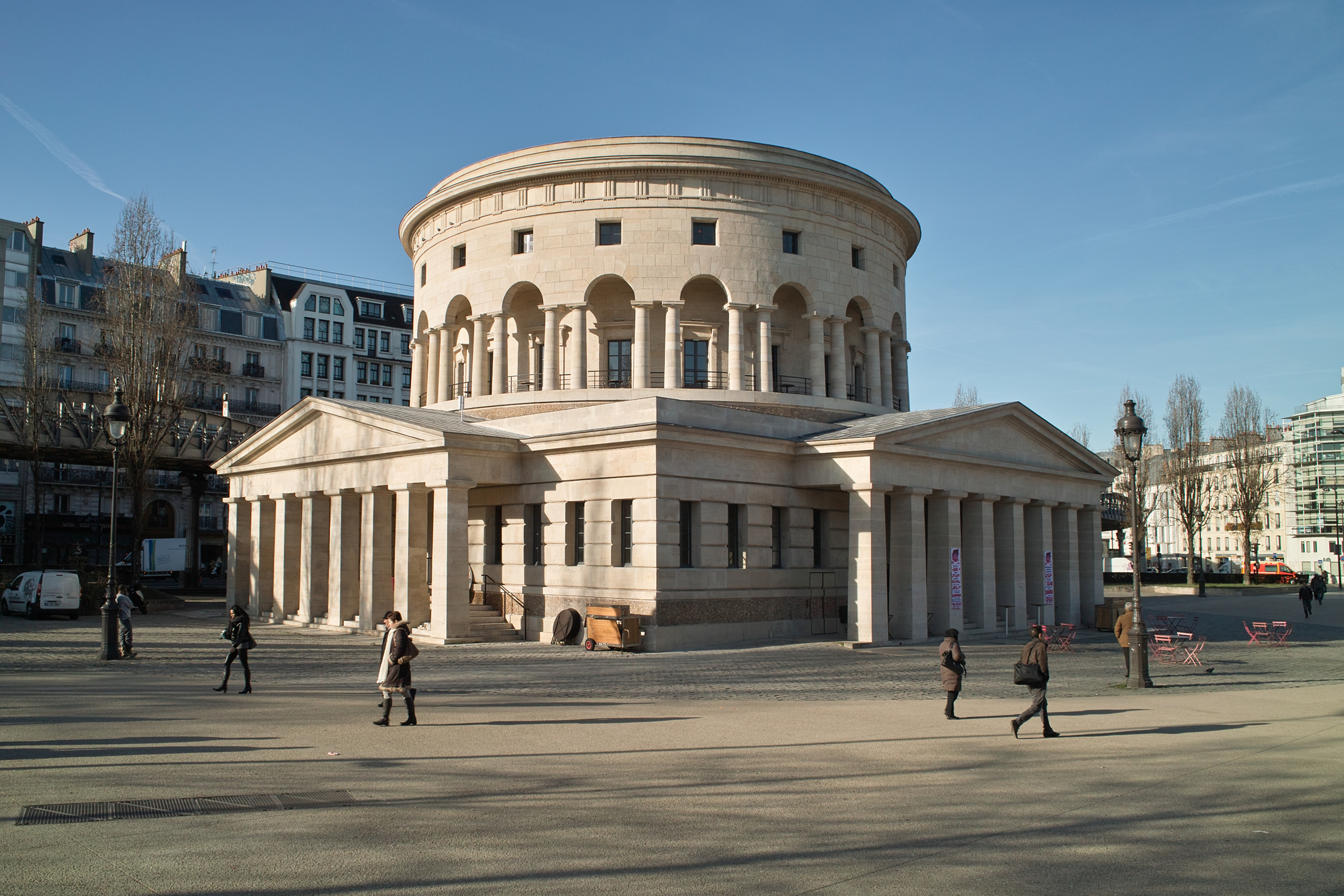
Claude-Nicolas Ledoux, Rotonde de la Villette, Parigi

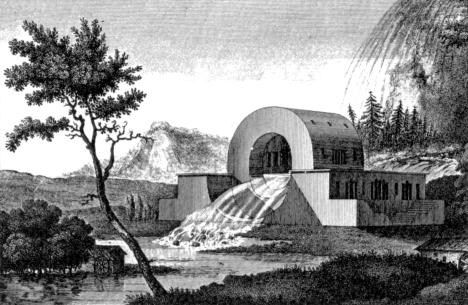
Claude-Nicolas Ledoux, progetto per la casa dei sorveglianti del fiume

Se le opere visionarie di Boullée non oltrepassarono l'ambito teorico, per Ledoux la vera passione fu quella del costruire. Una delle commissioni di maggior importanza per l'architetto fu quella per la realizzazione di quaranta barriere per la cinta daziaria di Parigi. Iniziate nel 1785 e terminate in un breve arco di tempo, le barriere costituirono un esempio concreto di una nuova e potente architettura, caratterizzata dal ricorso a forme geometriche elementari e da una decorazione parsimoniosa; una concezione in qualche modo debitrice del rigido classicismo di Jacques Gondouin e della sua École de Chirurgie (1769-1775).
La maggior parte di questi fabbricati fu demolita alla metà dell'Ottocento; delle quattro barriere ancora esistenti, la Rotonde della Villette appare come quella più significativa, con un grande tamburo dallo splendore primordiale, che sovrasta una compatta massa rettangolare.
Uno dei progetti più celebri di Ledoux è il piano per le Saline Reali di Arc-et-Senans: gli edifici che evocano vigore e potenza, dichiarano un aspetto palesemente difensivo. Il progetto per la città ideale di Chaux rappresenta l'ampliamento su basi utopiche delle Saline Reali. Il complesso, realizzato solo in parte, si muove attraverso un linguaggio fortemente simbolico: ad esempio, la casa per i sorveglianti del fiume, mai costruita, venne pensata come un cilindro cavo al cui interno doveva scorrere il corso d'acqua, mentre il cimitero era immaginato come un vasto complesso dominato, al centro, da un corpo sferico, simile a quello del monumento a Newton di Boullée.
Anche Ledoux subì il fascino del simbolismo e, in particolare, della stretta correlazione tra la forma di un edificio e la sua funzione, divenendo l'incarnazione di quella che, nel 1852, Léon Vaudoyer definirà "architettura parlante".
Con il suo stile, certamente ispirato a quello del Piranesi, Ledoux suggerì, in modo pratico, quel percorso verso un'architettura nuova e radicale che Boullée aveva solo concepito come ideale astratto.
Ledoux non raggiunse la solennità di Boullée, ma nelle sue opere traspare comunque un maggiore impegno sociale, che lo porteranno ad essere spesso presentato come un precursore del socialismo.
Infatti, se i progetti di Ledoux risentono della filosofia del tempo, essi esemplificano anche l'ideale poetico di un'architettura al servizio delle riforme sociali.
Decisamente più controversa fu la figura di Jean-Jacques Lequeu.
Malgrado la profonda influenza che esercitarono su di lui Ledoux e Boullée, la sua indubbia capacità fantastica lo portò a sfiorare il nevrotico. Egli ruppe tutte le convenzioni della simmetria e del gusto, disegnando enormi torri, una latteria a forma di mucca, case che univano insieme elementi gotici e classici ecc.

## I visionari inglesi

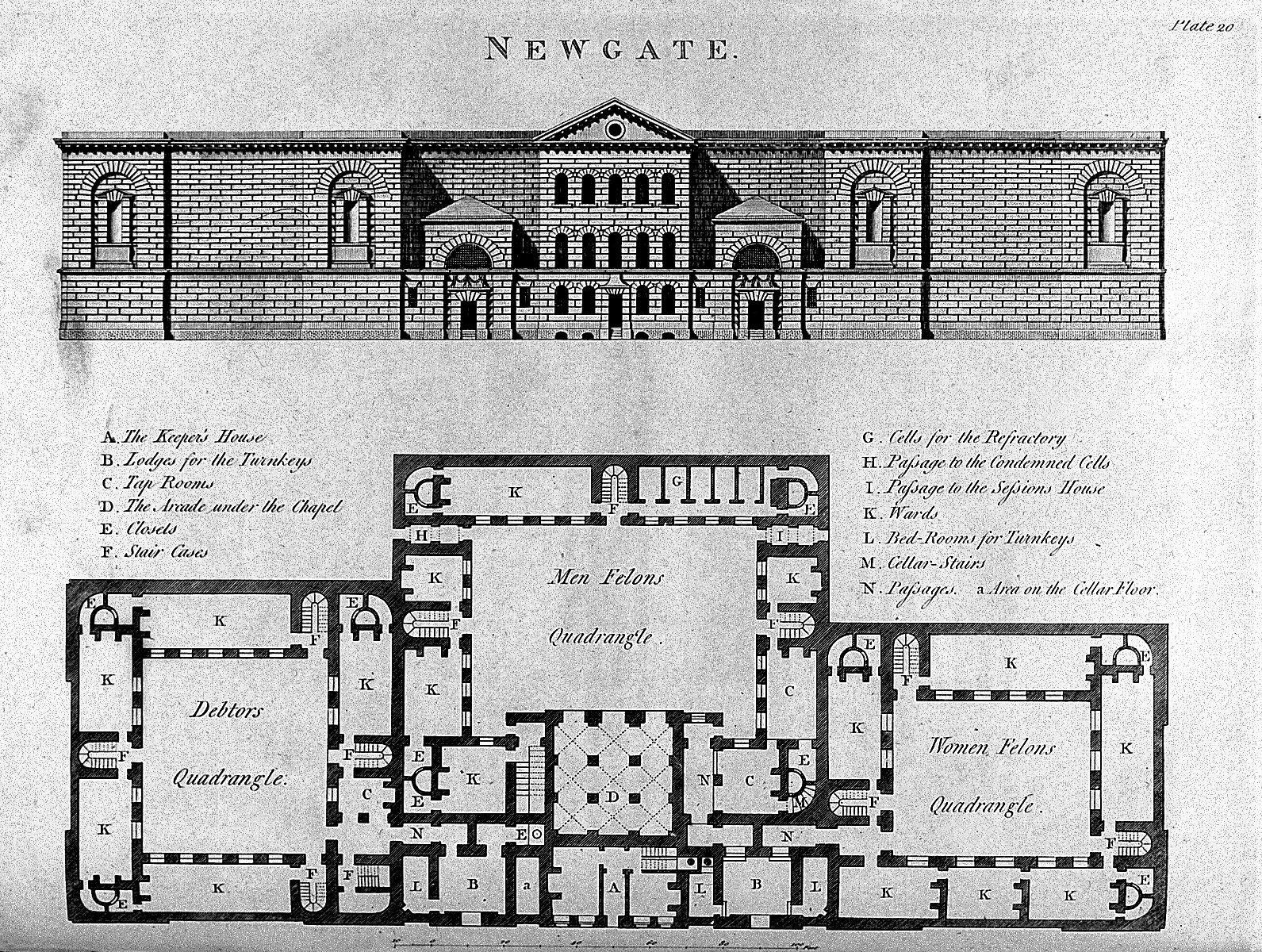
George Dance, prigione di Newgate, Londra

Nel 1759 il giovane George Dance giunse a Roma, dove conobbe Giovanni Battista Piranesi ed eseguì i primi disegni quotati del Tempio dei Dioscuri. Nel 1762 partecipò ad un concorso indetto dall'Accademia di Parma, con cui vinse la medaglia d'oro l'anno seguente: si trattava di un complesso caratterizzato da cupole e pareti in bugnato chiaramente derivato dalla conoscenza dei concorsi indetti dall'Accademia di San Luca.
Tornato in Inghilterra, maturò un linguaggio neoclassico vicino a quello di Claude-Nicolas Ledoux, come dimostra il progetto della massiccia prigione di Newgate (1770-78), a Londra, non più esistente.
Verso il 1780 riadattò una casa di campagna nell'Hampshire, dotandola di una sala da ballo illuminata dall'alto, che può essere considerata un'anticipazione degli schemi strutturali cari a John Soane.
Questo modello fu ripreso da Dance anche in altri progetti, tutti solitamente caratterizzati da cupole o semicupole che sembrano derivare dal tempio di Minerva Medica a Roma o dal Serapeion della Villa Adriana a Tivoli, ma che si ritrovano anche nei progetti francesi presentati ai gran premi di architettura.

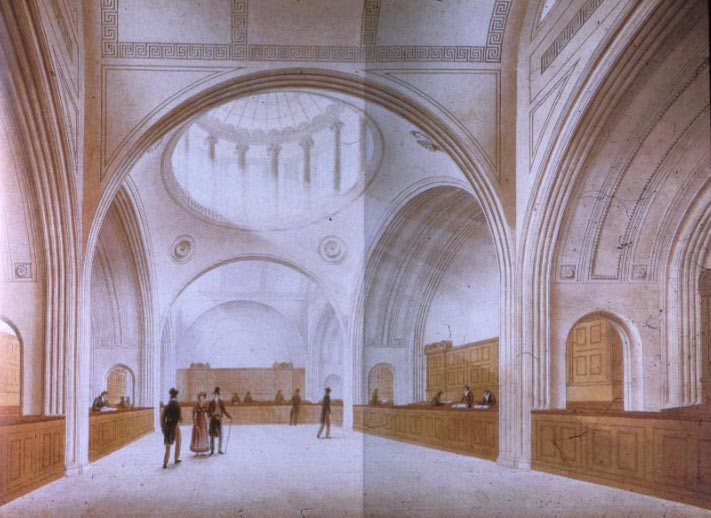
John Soane, Banca di Inghilterra, Old Colonial Office

Di dodici anni più giovane, Soane studiò con Dance e Henry Holland.
Ritenuto dalla critica quasi il rappresentante esclusivo del Neoclassicismo rivoluzionario inglese, Soane fu influenzato da Dance e soprattutto da Ledoux. Il punto di svolta della sua carriera giunse nel 1788, quando ottenne la prima importante commissione: quella per la Banca d'Inghilterra, a Londra.
L'esterno, nella sua configurazione originaria, mostrava una rigidezza nuova; anche all'interno i suoi apporti apparvero molto austeri per via delle cupole ribassate e della riduzione della decorazione classica, in un contesto basato su una estrema semplicità strutturale. Tuttavia, la crescita frammentaria della banca, ampliata da Soane nel corso degli anni, denota il carattere tipicamente inglese e pittoresco dell'edificio.
Una tipica soluzione degli interni di Soane è quella dei cosiddetti "soffitti sospesi", o baldacchini a cupola. La prima apparizione di questa soluzione si registra nel salotto della sua casa di Ealing, Pitzhanger Manor, una stanza dai toni funerei che richiama a quell'idea di "architettura sepolta" teorizzata da Étienne-Louis Boullée per il "Tempio della Morte": un'architettura caratterizzata da proporzioni basse, dall'impiego di materiali che assorbono la luce e impenetrabili zone d'ombra. In altri interni, come la Breakfast Room della sua casa di Lincoln's Inn Field, Soane fece penetrare la luce dall'alto, generando nell'osservatore un effetto quasi soprannaturale, in una sintesi tra la luminosità misteriosa dell'architettura visionaria francese e la tradizione pittoresca inglese del Settecento.

## Riflessi del Neoclassicismo rivoluzionario

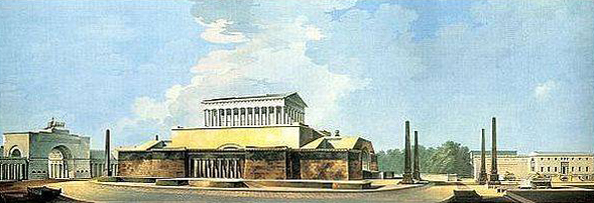
Friedrich Gilly, progetto per il mausoleo di Federico il Grande

In Germania, echi dell'architettura rivoluzionaria sono legati alla figura di Friedrich Gilly. Egli faceva parte di un gruppo di giovani architetti che, nell'ultimo scorcio del XVIII secolo, scoprirono la bellezza vigorosa dell'ordine dorico. I suoi progetti per un grande teatro a Berlino e per il mausoleo di Federico il Grande riflettono il gusto spoglio dei particolari ornamentali ed evidenziano il suo interesse verso gli architetti francesi della Rivoluzione e per il loro modello, Giovanni Battista Piranesi; Gilly sembra preannunciare uno stile nuovo, che in qualche modo influenzerà Karl Friedrich Schinkel, ma analogamente a quanto accaduto con Claude-Nicolas Ledoux e John Soane, queste promesse non porteranno ad un concreto rinnovamento dell'architettura.
Direttamente collegate a Gilly sono le opere dell'architetto danese Christian Frederik Hansen. La sua realizzazione principale, la cattedrale di Copenaghen (1808-29), mostra colonnati dorici sostenenti una vasta volta a cassettoni che ricordano il progetto di Étienne-Louis Boullée per una grande biblioteca.

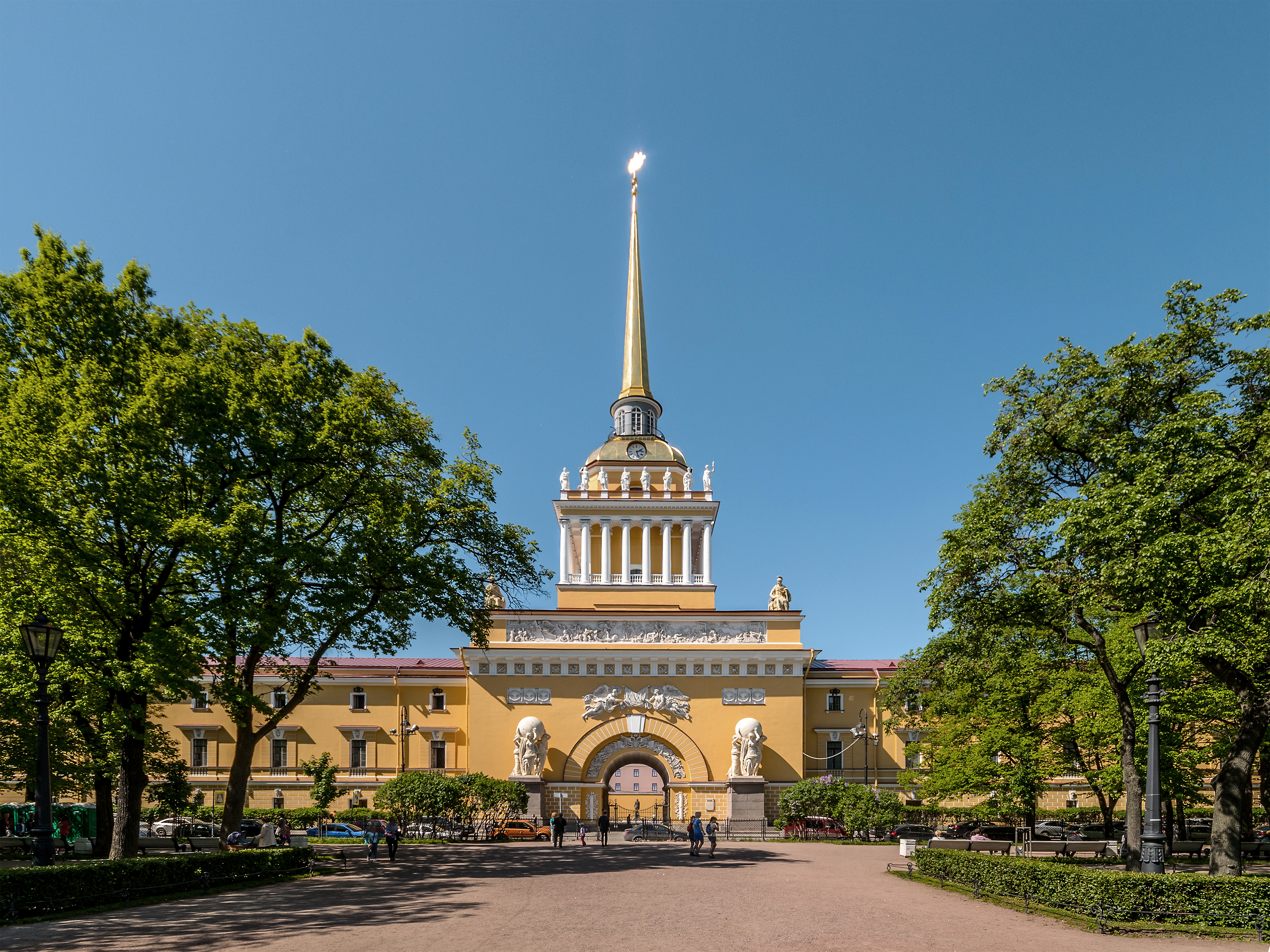
Andrejan Dmitrievič Zacharov, Ammiragliato, San Pietroburgo

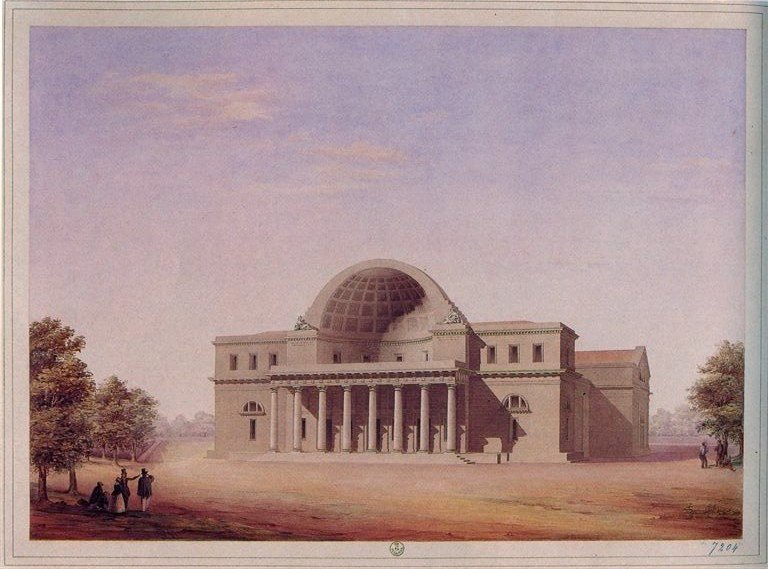
Pasquale Poccianti, Cisternone, Livorno

In Russia, lo zar Alessandro I fu collezionista dei disegni di Claude-Nicolas Ledoux, il quale aveva dedicato al sovrano la sua opera L'architecture considérée sous le rapport de l'art, des moeurs et de la législazion.
In questo contesto, gli architetti Jean-François Thomas de Thomon, Andrejan Dmitrievič Zacharov e Vasilij Petrovič Stasov furono profondamenti influenzati dalla cultura francese.
L'opera che apre il Neoclassicismo in Russia all'inizio dell'Ottocento, la Borsa di San Pietroburgo, di Jean-François Thomas de Thomon, combina elementi di Boullée con citazioni tratte da Paestum; l'Ammiragliato di San Pietroburgo, progettato da Zacharov, nelle sue colossali dimensioni sembra concretizzare il sogno degli architetti illuministi francesi, mentre in alcune opere di Stasov si evidenzia una rigida impostazione geometrica simile a quella di Ledoux.
Anche l'Italia giacobina produsse numerosi progetti di stampo classicista, ma con risultati non particolarmente originali. Il progetto per il Foro Bonaparte di Milano, di Giovanni Antonio Antolini (1801) è strettamente connesso alle Saline Reali di Arc-et-Senans, ma non raggiunge la stessa fluidità e concretezza: pur riprendendo lo schema centrifugo di Ledoux, il piano dell'Antolini appare legato a un eccessivo formalismo, con la ripetizione geometrica di complessi caratterizzati da forme uguali, ma destinati ad accogliere funzioni diverse.
Di poco posteriore, il progetto del monumento a Napoleone a forma di piramide con portici, disegnato Giannantonio Selva nel 1813, viene spesso accostato a Boullée, anche se tutti gli elementi caratterizzanti questo progetto si ritrovano già in una tavola di Nicolas-Henri Jardin del 1747 riproducente una cappella sepolcrale.
Un episodio particolarmente interessante si registra invece, negli anni della Restaurazione, nel Granducato di Toscana, con la realizzazione del Cisternone di Livorno (1829-42), un'opera degna del Ledoux di Arc-et-Senans, nonché il più riuscito tentativo in Italia, e forse in Europa, di realizzare i sogni dei visionari d'oltralpe.
Progettato da Pasquale Poccianti per l'accumulo e la distribuzione delle acque dell'acquedotto cittadino, presenta una facciata caratterizzata da una forte valenza simbolica; la carica comunicativa è affidata a una semicupola a cassettoni, una sorta di conchiglia che costituisce un'evidente allusione alla destinazione d'uso dell'edificio.
Negli Stati Uniti d'America, Thomas Jefferson si ispirò forse all'Hôtel Guimard di Ledoux per il padiglione IX dell'Università della Virginia. Un altro architetto, Benjamin Latrobe progettò la Supreme Court Chamber sotto il Campidoglio di Washington lasciando percepire una stretta affinità con le opere di Ledoux e John Soane. Ai modelli francesi e a quelli di Karl Friedrich Schinkel si rifece invece Thomas U. Walter nel Campidoglio dell'Ohio (progetto del 1838).

## Architettura rivoluzionaria, Movimento Moderno e Postmoderno
Dopo la Rivoluzione, la Francia subì un rallentamento dell'attività edilizia, che fu caratterizzata da costruzioni di scarsa originalità. Le promesse di un'architettura completamente nuova vennero meno, schiacciate dalle incertezze legate alla crescita rapida e disordinata delle città ottocentesche, che spinsero molti architetti a cercare un rifugio ideale e sicuro nel passato. Inoltre, i loro principali committenti appartenevano a quella nuova classe borghese arricchitasi rapidamente e animata da grandi energie, ma dotata di scarsa cultura, che sentendosi slegata da ogni obbligo verso le regole del buon gusto, disgregò quell'unità stilistica che aveva caratterizzato l'architettura fino al Settecento, avviando il XIX secolo verso l'eclettismo.
In questo contesto, gli architetti rivoluzionari furono dimenticati dalla storiografia accademica.

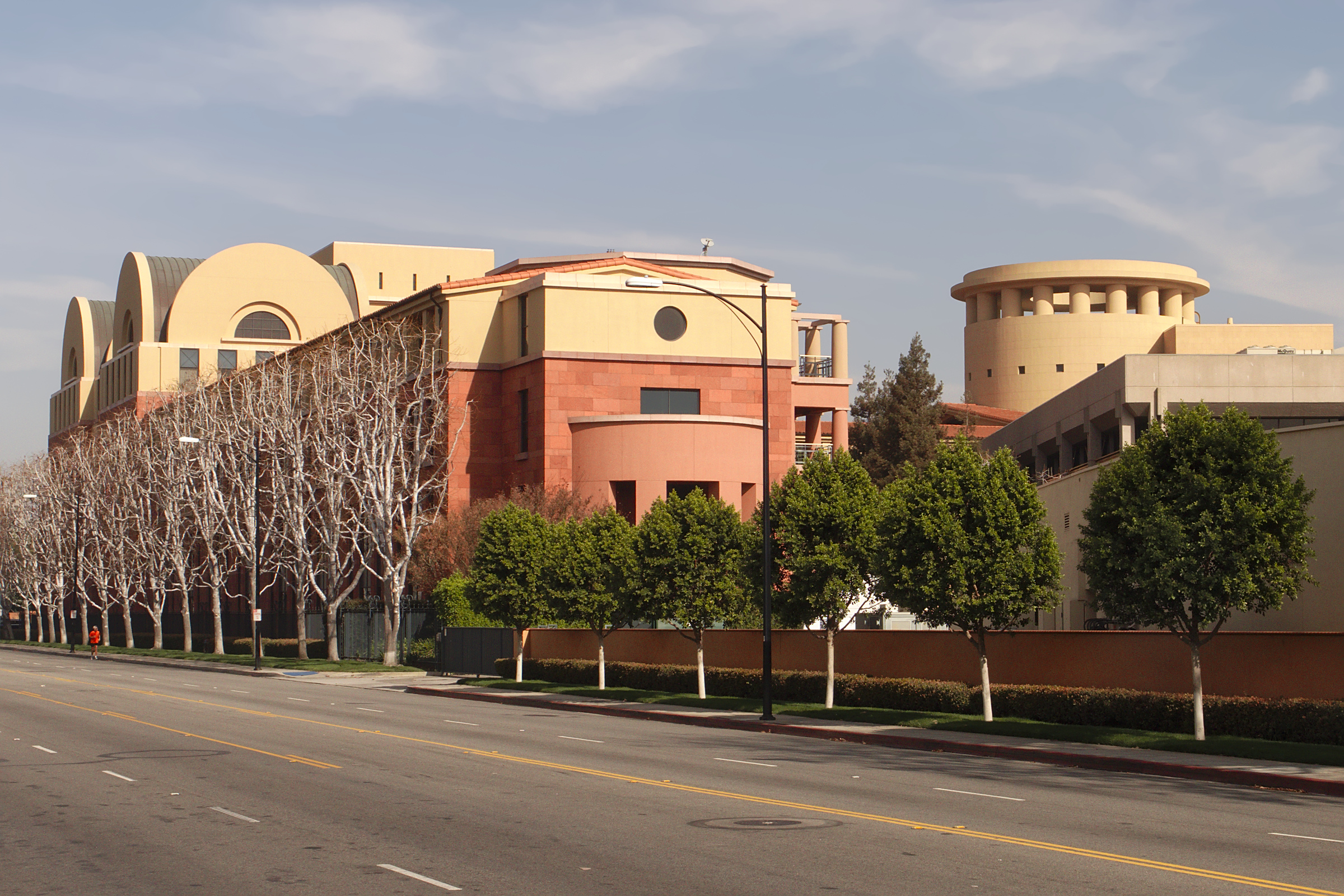
Michael Graves, Team Disney Building a Burbank, presso Los Angeles

Successivamente, l'ideale razionalista che caratterizzerà le avanguardie a partire dagli anni venti e trenta del Novecento, con i Bauhaus e Le Corbusier, porterà a una riscoperta del rigore geometrico di quelli che, nel 1952, Emil Kaufmann definirà "architetti rivoluzionari".
Il legame tra l'architettura rivoluzionaria e il Movimento Moderno è stato ampiamente analizzato dalla critica.
Alcuni studiosi hanno individuato proprio in Étienne-Louis Boullée e Claude-Nicolas Ledoux l'avvio di un processo di razionalizzazione e semplificazione figurativa che prefigura lo sviluppo del Movimento Moderno, a partire dagli architetti della scuola viennese Adolf Loos, Josef Hoffmann e Oskar Strnad, fino ad arrivare a Le Corbusier.
Citazioni degli architetti della Rivoluzione si ritrovano anche nel Postmoderno, ad esempio in alcune opere di Aldo Rossi, Arata Isozaki, Michael Graves, Philip Johnson e Mario Botta.
Infine, l'architettura rivoluzionaria può essere messa in relazione con i colossali progetti approntati dai regimi totalitari della prima metà del Novecento; nel progetto della Große Halle di Berlino, Albert Speer adottò le medesime forme del cenotafio disegnato da Boullée al fine di produrre una massa capace di raccogliere e rappresentare le aspirazioni della Germania nazista.

## Altre immagini

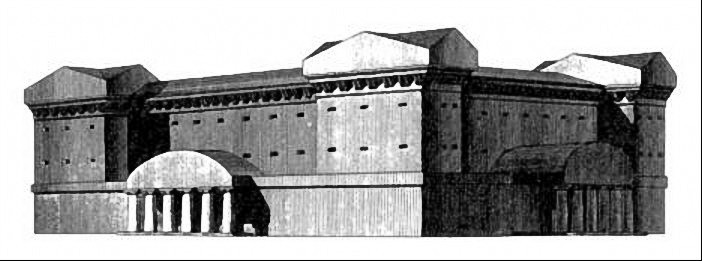
Claude-Nicolas Ledoux, progetto per una prigione ad Aix-en-Provence
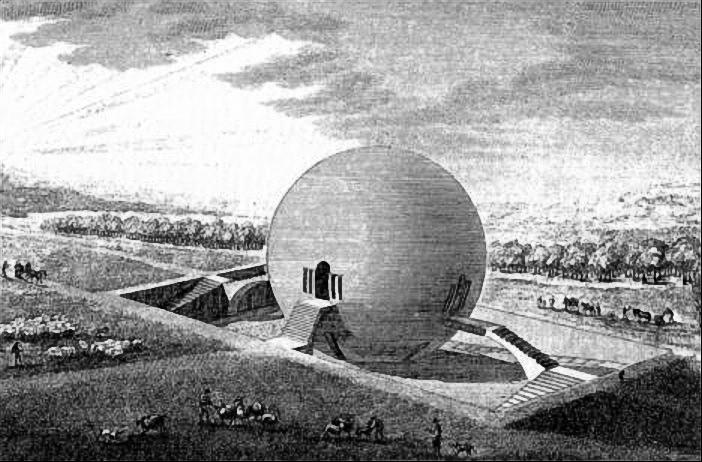
Claude-Nicolas Ledoux, progetto per la casa dei giardinieri
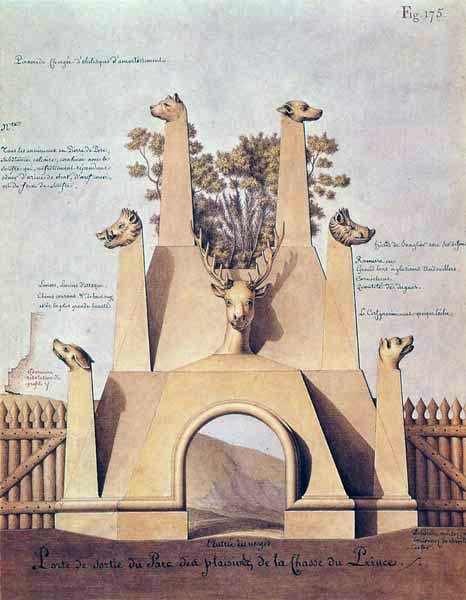
Jean-Jacques Lequeu, progetto per l'ingresso ad un terreno di caccia
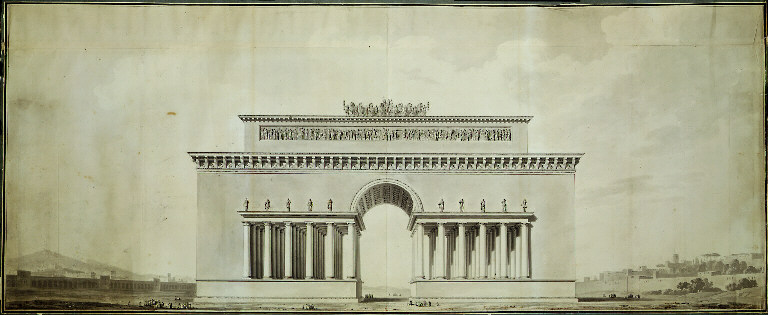
Étienne-Louis Boullée, progetto per un arco di trionfo
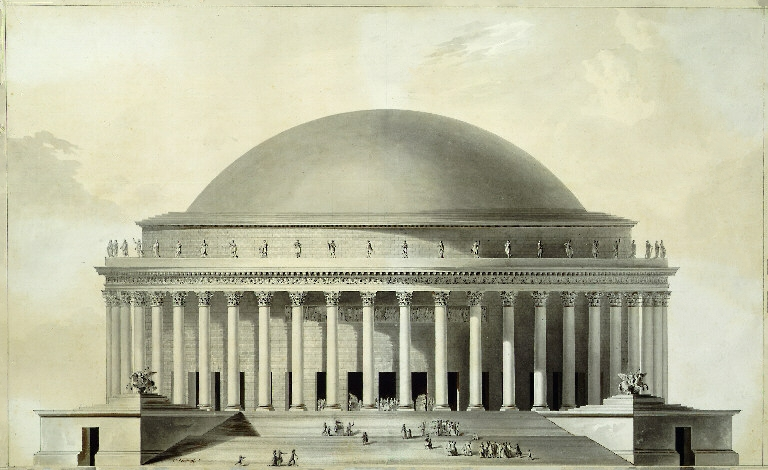
Etienne-Louis Boullée, progetto di un teatro per la place du Carrousel